# Уилсон, Джим (кёрлингист, 1954)
Джеймс С. «Джим» Уи́лсон (англ. James C. "Jim" Wilson; род. 1954) — американский кёрлингист.
В составе мужской сборной США участник чемпионата мира 1985 (заняли четвёртое место). Чемпион США среди мужчин (1985). Двукратный чемпион США среди смешанных команд. В составе мужской сборной ветеранов США участник двух ветеранских чемпионатов мира. Двукратный чемпион США среди ветеранов.
Играл в основном на позиции второго.

## Достижения
- Чемпионат США по кёрлингу среди мужчин: золото (1985).
- Чемпионат США по кёрлингу среди смешанных команд: золото (1987, 1996), серебро (1995), бронза (1991).
- Чемпионат США по кёрлингу среди ветеранов: золото (2007, 2014), бронза (2015).

## Команды
| Сезон                                          | Четвёртый         | Третий           | Второй             | Первый                        | Запасной       | Турниры                         |
| ---------------------------------------------- | ----------------- | ---------------- | ------------------ | ----------------------------- | -------------- | ------------------------------- |
| 1984—85                                        | Тим Райт          | Джон Джахант     | Джим Уилсон        | Расс Армстронг                |                | ЧСША 1985 · ЧМ 1985 (4 место)   |
| 1990—91                                        | Тим Райт          | Джон Джахант     | Джеймс С. Уилсон   | Ричард Маскел                 |                | ЧСША 1991 (5 место)             |
| 1991—92                                        | Тим Райт          | Джеймс С. Уилсон | Gregory Gallagher  | Расселл Х. Армстронг          |                | ЧСША 1992 (??? место)           |
| 1994—95                                        | Gregory Gallagher | Грегори Уилсон   | Джеймс С. Уилсон   | Reginald Kerr                 |                | ЧСША 1995 (??? место)           |
| 1997—98                                        | Джеймс С. Уилсон  | John D. Worotny  | W.J. Douglass Boyd | John Shaw                     | Robert Bunting | ЧСША 1998 (??? место)           |
| 2006—07                                        | Джефф Гудленд     | Stan Vinge       | Уолли Генри        | Джим Уилсон                   |                | ЧСШАВ 2007 · ЧМВ 2007 (4 место) |
| 2011—12                                        | Грег Уилсон       | David Durant     | Michael Rane       | Джим Уилсон                   | Colin Rittgers | ЧСША 2012 (??? место)           |
| 2013—14                                        | Jeff Wright       | Расс Армстронг   | Russ Brown         | Nils Johansson                | Джим Уилсон    | ЧСШАВ 2014                      |
| 2013—14                                        | Jeff Wright       | Расс Армстронг   | Джим Уилсон        | Nils Johansson                | Russ Brown     | ЧМВ 2014 (4 место)              |
| 2014—15                                        | Jeff Wright       | Расс Армстронг   | Джим Уилсон        | Russ Brown                    |                | ЧСШАВ 2015                      |
| Кёрлинг среди смешанных команд (mixed curling) |                   |                  |                    |                               |                |                                 |
| 1986—87                                        | Grayland Cousins  | Sandy Resetich   | Джеймс С. Уилсон   | Karen Markech (Karyn Cousins) |                | ЧСШАСК 1987                     |
| 1990—91                                        | Джеймс С. Уилсон  | Джони Коттен     | Ричард Маскел      | Sandra Resetich               |                | ЧСШАСК 1991                     |
| 1994—95                                        | Грегори Уилсон    | Патти Ланк       | Джеймс С. Уилсон   | Джони Коттен                  |                | ЧСШАСК 1995                     |
| 1995—96                                        | Грегори Уилсон    | Pamela Justen    | Джеймс С. Уилсон   | Marilyn Wilson                |                | [ 8 ]                           |
| 1995—96                                        | Grayland Cousins  | Sandy Resetich   | Джим Уилсон        | Karyn Cousins                 |                | ЧСШАСК 1996                     |
| 1996—97                                        | Грегори Уилсон    | Pamela Justen    | Джеймс С. Уилсон   | Marilyn Wilson                |                | ЧСШАСК 1997 (??? место)         |

(скипы выделены полужирным шрифтом)

## Частная жизнь
Его сын Грег Уилсон — также кёрлингист, чемпион ЧША среди мужчин 1998. Джеймс и Грегори в одной команде становились вице-чемпионами США по кёрлингу среди смешанных команд в 1995.
Джим начал заниматься кёрлингом в 1961.